# Albi di Dylan Dog (2020)
Albi del fumetto Dylan Dog pubblicati nel 2020.
| Nr. | Titolo                    | Mese di pubblicazione | Soggetto                              | Sceneggiatura       | Disegni                                     | Copertina     |
| --- | ------------------------- | --------------------- | ------------------------------------- | ------------------- | ------------------------------------------- | ------------- |
| 401 | L'alba nera               | gennaio               | Roberto Recchioni                     | Roberto Recchioni   | Corrado Roi                                 | Gigi Cavenago |
| 402 | Il tramonto rosso         | febbraio              | Roberto Recchioni                     | Roberto Recchioni   | Corrado Roi, Francesco Dossena, Nicola Mari | Gigi Cavenago |
| 403 | La lama, la luna e l'orco | marzo                 | Roberto Recchioni e Mauro Marcheselli | Roberto Recchioni   | Nicola Mari, Sergio Gerasi                  | Gigi Cavenago |
| 404 | Anna per sempre           | aprile                | Roberto Recchioni                     | Roberto Recchioni   | Sergio Gerasi, Giorgio Pontrelli            | Gigi Cavenago |
| 405 | L'uccisore                | maggio                | Roberto Recchioni                     | Roberto Recchioni   | Giorgio Pontrelli, Corrado Roi              | Gigi Cavenago |
| 406 | L'ultima risata           | giugno                | Roberto Recchioni                     | Roberto Recchioni   | Corrado Roi                                 | Gigi Cavenago |
| 407 | L'entità                  | luglio                | Barbara Baraldi                       | Barbara Baraldi     | Corrado Roi                                 | Gigi Cavenago |
| 408 | Scrutando nell'abisso     | agosto                | Gigi Simeoni                          | Gigi Simeoni        | Marco Soldi                                 | Gigi Cavenago |
| 409 | Ritorno al buio           | settembre             | Claudio Chiaverotti                   | Claudio Chiaverotti | Piero Dall'Agnol e Francesco Cattani        | Gigi Cavenago |
| 410 | La notte eterna           | ottobre               | Claudio Chiaverotti                   | Claudio Chiaverotti | Piero Dall'Agnol e Francesco Cattani        | Gigi Cavenago |
| 411 | Il terzo giorno           | novembre              | Claudio Chiaverotti                   | Claudio Chiaverotti | Piero Dall'Agnol e Francesco Cattani        | Gigi Cavenago |
| 412 | Una pessima annata        | dicembre              | Alessandro Bilotta                    | Alessandro Bilotta  | Luca Casalanguida                           | Gigi Cavenago |

## L'alba nera
Dylan Dog, dopo una lunga vita passata a Scotland Yard e poi come guardiano in un cimitero (dove ha conosciuto il suo assistente Gnaghi), apre un'agenzia di detective specializzata nell'occulto. Conosce così l'avvenente Sybil Browning, moglie del defunto John Browning tornato in vita come zombi. Nonostante l'opposizione del Sovrintendente Bloch, dell'ex moglie Rania Rakim e dell'uomo di punta di Scotland Yard e suo partner, l'Ispettore Carpenter, Dylan riesce a fermare l'avanzata dei morti viventi, a sopravvivere all'incendio scatenato da Xabaras nell'obitorio, salvando tutti i presenti e scagionare Sybil dall'accusa di aver ucciso il marito.
- Primo albo riportante in copertina la dicitura 666 di fianco al logo classico della testata, ad indicare la mini saga reboot creata dal curatore della serie Roberto Recchioni.
- Quest'albo presenta un'esclusiva copertina con "effetto metallizzato".

## Il tramonto rosso
Dylan Dog assieme alla sua cliente Sybil Browning, dopo essere stati scagionati da tutte le accuse per l'incendio all'obitorio,  si mettono in viaggio per Inverness, per poi recarsi ad Undead, paesino nel quale l'indagatore dell'incubo svolgeva il mestiere di becchino dopo aver lasciato Scotland Yard. È infatti proprio qui che il dottor Xabaras svolge nel sottosuolo i suoi esperimenti per riportare in vita i morti tramite un siero contenente un virus di sua invenzione. Uno volta sconfitto il nemico, grazie all'aiuto inatteso di Nessuno, ed aver appreso che anche Sybil è stata contagiata dal virus, un nuovo caso relativo a Jack lo Squartatore sembra affacciarsi alla porta dell'indagatore.
- Secondo albo riportante in copertina la dicitura 666 di fianco al logo classico della testata, ad indicare la mini saga reboot creata dal curatore della serie Roberto Recchioni.
- Quest'albo presenta una cover speciale con logo fluorescente.

## La lama, la luna e l'orco
Dopo aver affrontato Jack lo Squartatore, Dylan Dog in una chiacchierata con suo padre, il soprintendente Bloch, apprende di una scia di delitti contraddistinti da modalità molto differenti tra loro, ma con un denominatore comune che rimanda al modus operandi di un serial killer. Nel mentre l'indagatore dell'incubo fa la conoscenza di Ernest, soprannominato "l'orco", gigante barbuto dal carattere bonario, entrando suo malgrado in una torbida storia connessa con il rapimento di una ragazza, a sua volta collegata col serial killer su cui Bloch ha messo l'ispettore Carpenter e Rania ad indagare. Nel finale, Anna Never si ritrova a sognare il suo amato Dylan.
- Terzo albo riportante in copertina la dicitura 666 di fianco al logo classico della testata, ad indicare la mini saga reboot creata dal curatore della serie Roberto Recchioni.
- Quest'albo presenta un'esclusiva copertina con effetto riflettente.

## Anna per sempre
L'avvenente Anna Never tormenta ossessivamente i sogni dell'indagatore. E quando questi, casualmente, si rende conto che a teatro danno uno spettacolo con Anna nel ruolo di protagonista, corre ad assistervi. In seguito, conseguentemente a una rapida serie di accadimenti, tra i due inizia a svilupparsi una dolce storia d'amore, interrotta da un imprevedibile colpo di scena nel quale Dylan Dog accetta la sua condizione di alcolista. Nel finale, una follia omicida scatena il panico tra le persone presenti in un parco di Londra.
- Quarto albo riportante in copertina la dicitura 666 di fianco al logo classico della testata, ad indicare la mini saga reboot creata dal curatore della serie Roberto Recchioni.
- Quest'albo presenta una copertina esclusiva con effetto olografico.

## L'uccisore
Dylan Dog si reca da Lord Wells, colpevole dell'aver creato Love App, una app di incontri che tramite un impulso subliminale scatena una carneficina a Londra, ma non avendo sufficienti prove per accusarlo, decide di giustiziarlo personalmente. Fatto questo, decide di mettersi sulle tracce del serial killer su cui Scotland Yard sta cercando di trovare informazioni da tempo, individuando l'uomo in un sosia di Groucho Marx. Bloch decide quindi di affiancare l'indagatore dell'incubo a Carpenter e Rania, che già da tempo stanno lavorando sul caso. 
- Quinto albo riportante in copertina la dicitura 666 di fianco al logo classico della testata, ad indicare la mini saga reboot creata dal curatore della serie Roberto Recchioni.
- Albo uscito nei primi giorni di Giugno e non nel mese di Maggio, come consuetudine per il quinto albo dell'anno.
- Questo albo presenta una copertina speciale con effetto fluorescente.

## L'ultima risata
Dylan Dog si reca assieme al suo assistente Gnaghi nel manicomio criminale di Harlech, dove si è nascosto il serial killer a cui sta dando la caccia da tempo. Dopo aver affrontato una serie di altri criminali lì rinchiusi e aver incontrato Lord Chester, si troverà finalmente faccia a faccia col serial killer, che si confermerà essere uno dei sosia di Groucho Marx. Nel finale, dopo la morte di Gnaghi, si riunirà col suo storico assistente Groucho, arrivato giusto in tempo per aiutarlo ad eliminare il pericoloso maniaco.
- Sesto ed ultimo albo riportante in copertina la dicitura 666 di fianco al logo classico della testata, ad indicare la mini saga reboot creata dal curatore della serie Roberto Recchioni.
- Quest’albo presenta una copertina speciale con lucidatura e rilievo.

## L'entità
Una splendida ragazza di nome Berenice chiede l'aiuto dell'indagatore dell'incubo per essere liberata da una misteriosa entità che la perseguita e che le impedisce di avere relazioni intime con qualsiasi eventuale figura maschile. L'entità si spinge a ferire gravemente la madre della ragazza, a cui Berenice è molto legata non avendo mai avuto un padre. La situazione diventa via via più drammatica fino a quando, una volta scoperto i reali intenti dell'entità e il passato della madre della ragazza, Dylan e le due donne proveranno a scacciarla dal corpo della ragazza, prima che arrivi a possederla completamente.

## Scrutando nell'abisso
Rania chiede l'aiuto di Dylan Dog per riuscire a catturare un temibile assassino che uccide i watch workers, ossia i pensionati che passano le giornate davanti ai cantieri, divorandone le membra e cavandone gli occhi. Inizialmente le indagini, guidate dall'ispettore Carpenter, sembrano portare ad una faida tra clan mafiosi rivali, ma l'indagatore dell'incubo, dopo aver fatto amicizia con uno di questi anziani, trova degli indizi che sembrano portare a tutta un'altra verità.

## Ritorno al buio
Jeremy Badland, un giovane facoltoso, fa visita all'indagatore dell'incubo per via di un triste presagio dopo l'assassinio di un collezionista di reperti appartenuti a dei serial killer. Conseguentemente all'assassinio è scomparsa la sbarra del letto della cella con la quale si era tolto la vita Philip Crane, l'uomo trasformatosi in Mana Cerace, responsabile della morte del padre di Badland e di molti altri delitti. Un giovane Dylan Dog ancora in polizia indagò all'epoca sul caso e per questo viene coinvolto dal giovane. Il reperto viene utilizzato da una setta per evocare nuovamente Mana Cerace, ma a fronte degli innumerevoli insuccessi, chiedono l'aiuto del Dottor Hicks, che all'interno del General Hospital esegue mostruosi esperimenti. 
- Primo albo riportante in copertina la dicitura Mana Cerace sopra al titolo dell'albo, ad indicare una miniserie di tre episodi ad opera di Claudio Chiaverotti.

## La notte eterna
Il caos si diffonde a Londra per via di un blackout che manda tutta la città al buio. Mana Cerace, dopo aver fatto una strage nella centrale elettrica uccidendo tutti i tecnici che stavano provando a sistemare il danno, porta avanti la sua opera di vendetta contro chi l'aveva ucciso a suo tempo. Nel frattempo Dylan Dog continua ad inseguirlo mentre è vittima di strane visioni di fantasmi del passato. Per riuscire a catturare la creatura arriva a chiedere aiuto ad un suo vecchio amico/nemico, John Ghost, imprenditore ed inventore miliardario, che prepara per l'indagatore dell'incubo un congegno in grado di intrappolare Mana Cerace.  
- Secondo albo riportante in copertina la dicitura Mana Cerace sopra al titolo dell'albo, ad indicare una miniserie di tre episodi ad opera di Claudio Chiaverotti.

## Il terzo giorno
Mentre Londra è ancora colpita dal black out, Dylan Dog, contro il parere dei medici, lascia l'ospedale dopo essere stato accoltellato per rimetteresi sulle tracce di Mana Cerace e della sua amata Kimberly. Nel frattempo i due cercano il modo di unirsi per sempre nel buio, tra omicidi e vendette. Essendo ancora debilitato, l'indagatore dell'incubo chiede nuovamente l'aiuto di John Ghost per riuscire a sconfiggere il nemico, utilizzando inoltre un antico libro in possesso di Jeremy Badland. 
- Terzo e ultimo albo riportante in copertina la dicitura Mana Cerace sopra al titolo dell'albo, ad indicare una miniserie di tre episodi ad opera di Claudio Chiaverotti.

## Una pessima annata
Dylan Dog è intrappolato da un personaggio con il volto celato da una maschera. Tramite un flashback, si viene a sapere che qualche giorno prima quattro sommelier, durante una degustazione di un vino prodotto da Rebecca Grant, hanno avuto visioni di questo personaggio che ha ucciso in passato in maniera truculenta. Il gruppo decide quindi di rivolgersi all'indagatore per venire a capo di tale oscura vicenda, che affonda le sue radici fin dal XVII secolo, a partire dal capostipite della famiglia Grant, di cui Rebecca è l'ultima discendente.